# 布爾布拉托韋
48°49′9″N 36°38′35″E / 48.81917°N 36.64306°E
布爾布拉托韋（烏克蘭語：Бурбулатове）是位於烏克蘭東部的村莊，由哈爾科夫州洛佐瓦區的布利茲紐基市鎮負責管轄。該村始建於1750年，面積0.73平方公里，海拔高度185米，2001年人口468，人口密度每平方公里641.1人。